# Conus luteus
Conus luteus é uma espécie de gastrópode do gênero Conus, pertencente à família Conidae.